# Gabriel Amengual Coll
Gabriel Amengual Coll (Santa Eugènia, 25 de gener del 1946) és canonge de la catedral de Palma i catedràtic de Filosofia a la Universitat de les Illes Balears. Les seves recerques se centren principalment en l'Antropologia Filosòfica, en la Filosofia de la Religió i de la Història, i en la Filosofia Moderna i Contemporània. Destaca molt especialment pels seus estudis sobre l'obra del pensador alemany Hegel.
Es va ordenar sacerdot en 1966 havent-se format a Roma, Barcelona i Münster, aconseguint el títol de doctor tant en Filosofia com en Teologia. És professor al Centre d'Estudis Teològics de Mallorca i és, des de 1977, professor a la Universitat de les Illes Balears. El 1982 va fundar amb el departament de Filosofia i Lletres de la UIB la revista universitària Taula: Quaderns de Pensament. L'any 1985 va estar tres mesos en el Deutscher Akademischer Austauschdienst, a Bochum, on, segons les seves pròpies paraules, va començar a gestar-se el compendi d'estudis que va editar: Estudios sobre la Filosofia del Derecho de Hegel. Poc després, el 1987 va començar com a director de l'Escola universitària de Treball Social de Mallorca, treball que va mantenir fins al 1998. El 2000 va poder prendre's un any sabàtic que li va permetre acabar La Moral como Derecho doncs va ser acollit en la Westfälische Wilhelms-Universität de Münster, on va travar amistat amb Ludwig Siep, a qui ha traduït al castellà no poques vegades. Actualment és ja professor emèrit de la UIB.

## Obra
- Modernidad y crisis del sujeto (1998)
- Estudios sobre la Filosofía del Derecho de Hegel (1989)
- La Moral como Derecho (2001)
- La religió en temps de nihilisme (2003)
- Presencia elusiva' (2005)
- La religión en tiempos de nihilismo' (2005)
- Salvar l'experiència en el moment de la seva desaparició: l'experiència en el pensament de Walter Benjamin (2006)
- Antropología filosófica (2007)
- Ruptura de la tradición: estudios sobre Walter Benjamin y Martin Heidegger (2008)
- Deseo, memoria y experiencia: itinerarios del hombre a Dios (2011)
- Guia comares de Hegel (2015)